# بنی ولید (روستا)
 بنی ولید  به عربی ( بَنی الَولید )، روستایی است در دهستان یمانیه از توابع استان رَیمه در کشور یمن در شبه جزیره عربستان.

## جمعیت
جمعیت آن (۶۰ ) نفر (۷ خانوار) می‌باشد.